# Viktor Titov
Pour les articles homonymes, voir Titov.
Viktor Abrosimovich Titov (en russe : Ви́ктор Абро́симович Тито́в, né le 27 mars 1939 à Stepanakert dans la région autonome du Haut-Karabakh, en RSS d'Azerbaïdjan, et mort le 4 août 2000 à Saint-Pétersbourg en Russie), est un réalisateur, scénariste et acteur russe.

## Biographie
Viktor Titov naît en 1939 en RSS d'Azerbaïdjan d'un père cosaque du Don et d'une mère arménienne du Karabakh. Dans les années 1950, la famille s'installe à Rostov-sur-le-Don.
En 1963, Viktor entre à l'Institut cinématographique de toute l'Union dans l'atelier de réalisation sous la direction de Mikhaïl Romm. Après que Romm arrête la direction de l'atelier, ses étudiants sont transférés chez Alexander Stolper: Parmi les camarades de classe de Viktor Titov figurent notamment Dinara Assanova, Sergueï Soloviov et Igor Sheshukov.
En 1998, le réalisateur tombe gravement malade. Il meurt le 4 août 2000 à Saint-Pétersbourg et est enterré au cimetière de Komarovo.

## Filmographie partielle
Comme réalisateur

### Au cinéma
- 1967 : Vengeance (Возмездие, Vozmezdie) d'Aleksandr Stolper : instructeur politique
- 1968 : Le Soldat et la Tsarine (ru)
- 1969 : Valse (ru)
- 1972 : Ilf et Petrov sont montés dans le tramway (ru)
- 1974 : Long-Haired Wonder (en) (Чудо с косичками)
- 1975 : Bonjour, je suis votre tante ! (Здравствуйте, я ваша тётя!, Zdravstvujte, ja vasja tjotja!), également scénariste

### À la télévision
- 1988 : La Vie de Klim Samguine (Жизнь Клима Самгина) (série télévisée en quatorze parties, également scénariste)